# Col des Tougnets
Le col des Tougnets à 558 m est un col routier des Pyrénées dans le département de l'Aude, à la limite des territoires communaux de Saint-Jean-de-Paracol et de Puivert, entre les villes d'Espéraza et Lavelanet (Ariège).

## Accès
Le col est à l'intersection des routes départementales 12 et 121, dans le terroir historique du Quercob, petite région naturelle languedocienne autour de Chalabre, ancien fief mouvant entre Sarvatès et Razès.

## Topographie
Il se situe sur la ligne de partage des eaux entre la mer Méditerranée et l'océan Atlantique.
La montée par la D12 depuis Espéraza (vallée de l'Aude) est longue de 14 km avec un dénivelé de 318 m, soit une pente moyenne de 2,3 %.
La montée par la D12 depuis Chalabre (vallée de l'Hers-Vif) est longue de 9,7 km avec un dénivelé de 181 m, soit une pente moyenne de 1,9 %.

## Cyclisme
Le col est sur le parcours de la quinzième étape du Tour de France 2019 entre Limoux (Aude) et Foix - Prat d'Albis (Ariège) à 31 km du départ sans être déterminant pour le classement de la montagne.
Il est situé sur la véloroute du Piémont pyrénéen (V81) pour la traversée de l'Aude.

## Randonnée
Le sentier de grande randonnée 7, reliant le ballon d'Alsace à Andorre, passe au col dans un axe nord-sud dans l'étape entre Mirepoix et la Portella Blanca d'Andorra (2 517 m). En région Occitanie, le GR7 inclut le sentier européen E4.